# 哈伯勒 (英國國會選區)

選區在拉特蘭和萊斯特郡的位置

哈伯勒（英語：Harborough），英國國會一郡選區，位於萊斯特郡哈伯勒中部。
本區始設於1885年。早期是自由黨的選區，1924年以後是保守黨的選區。工黨歷來只勝出過一次。2010年大選中保守黨的愛德華·加尼爾以49.0%選票成功連任。